# Zhang Zheng
Zhang Zheng, född 18 maj 1963, är en kinesisk bågskytt. Han deltog vid olympiska sommarspelen 1984.